# Чинким
Чинким, Чжэнь-цзинь, Джим-Ким (монг. Чингим?, ᠵᠢᠩᠭᠢᠮ?, кит. 真金; 1243 — 1285) — второй сын Хубилая, основателя империи Юань, и его жены Чаби из рода унгират.

## Биография
Родился в 1243 году от любимой супруги Хубилая Чаби и был вторым из её четырёх сыновей. Имя Чинким, в переводе с китайского языка означающее «чистое золото», было дано мальчику по настоянию буддийского монаха Хайюня, бывшего одним из советников Хубилая.
Чинким получил блестящее китайское образование: его наставниками были назначены советники Хубилая Яо Шу и Доу Мо, а обучением классическим китайским произведениям занимался учёный-конфуцианец Ван Сюнь. Ещё в детские годы Чинким освоил «Сяо цзин» — «Книгу о сыновьем долге» и знал наизусть «Ши цзин» — «Книгу стихов». Чинким также был ознакомлен и с другими культурами и религиями, распространёнными на территории Китая: так, известно о его дружеских отношениях с главным наставником даосов, а также об ученичестве у Пагба-ламы, который даже написал для Чинкима трактат «Шейчжа рабсал» («Объяснение познаваемого») с целью ознакомления с основными положениями буддизма.
Довольный успехами Чинкима в отношениях с китайцами, Хубилай стал поручать сыну всё более важные посты. В начале 1263 года Чинким был назначен князем Янь, получив в управление область, где позднее была основана столица Юань Даду; в том же году Чинкима поставили наблюдателем над Тайным Советом, тем самым поручив в молодом возрасте важнейшую государственную должность. Спустя десять лет, в 1273 году, Хубилай объявил Чинкима своим преемником. 
Чинким находился во вражде с мусульманским чиновником отца Ахмедом Фенакети. Когда в 1262 году Ахмед получил назначение в Секретариат и спустя два года стал там заместителем начальника, опасавшиеся его возвышения конфуцианцы настояли на назначении главой Секретариата человека из высших кругов, после чего это ведомство было передано в ведение Чинкиму. В дальнейшем против Ахмеда сформировалась оппозиция, в которую вошёл и Чинким, и в ходе заговора 10 апреля 1282 года Ахмед был убит. 
Чинким умер в 1285 году в возрасте 43 лет. Согласно «Юань ши», причиной смерти являлось чрезмерное пьянство. Свою роль мог сыграть и описанный в том же источнике случай, когда несколько министров Хубилая хотели предложить тому отречься от престола в пользу Чинкима; хотя последний был против подобного, Хубилай, узнав о готовящемся замысле, впал в ярость, что очень испугало Чинкима и, возможно, привело к его дальнейшей болезни и смерти.
Ранняя смерть Чинкима, а также его матери Чаби (умерла в 1281 году) оказались тяжёлым ударом для Хубилая: он начал много пить, и его здоровье стало стремительно ухудшаться. Преемником Чинкима был назначен его сын Тэмур, взошедший на престол после смерти деда в 1294 году под именем Чэн-цзун.

## Образ

### Кинематограф
- «Марко Поло» (США, Италия, 1982); в роли — Дзюнъити Исида;
- «Марко Поло» (США, 2014—2016); в роли — Реми Хии.